# 'Til Tuesday
I 'Til Tuesday sono stati un gruppo new wave statunitense formatosi a Boston nel 1982.

## Storia del gruppo
La formazione originale era composta dalla cantante e bassista Aimee Mann, dal chitarrista e cantante Robert Holmes, dal tastierista Joey Pesce e dal batterista Michael Hausman.
Nel 1983 il gruppo vinse il concorso musicale WBCN Rock & Roll Rumble organizzato da una radio locale, la WBCN. Il brano Love in a Vacuum fu trasmesso spesso in radio tanto da permettere al gruppo un contratto con la Epic Records.
L'esordio avvenne nel 1985 con l'album Voices Carry, il singolo omonimo entrò nella classifica di Billboard salendo fino all'ottavo posto, si dice che il brano come altri dell'album sia originato dalla relazione conclusa tra la cantante Mann ed il chitarrista Holmes. Il gruppo, grazie anche al videoclip del brano, divenne uno dei gruppi più seguiti su MTV e fu premiato dalla rete televisiva come miglior gruppo esordiente dell'anno.
Nell'album seguente Welcome Home, scritto in prevalenza da Aimee Mann, il gruppo cercò di staccarsi dalla matrice new wave dell'esordio virando verso un pop più delicato ma il risultato non fu ben accolto. Il singolo di punta What About Love raggiunse solo la 26ª posizione e l'album fece una fugace apparizione nella Top 50.
Michael Montes subentrò a Joey Pesce e si aggiunsero Jon Brion e Clayton Scoble come membri non ufficiali, finì anche la relazione della Mann con il cantautore Jules Shear. Molte canzoni del terzo album, Everything's Different Now uscito nel 1988, sono originate da questo rapporto: in modo particolare il brano J for Jules. L'album fu un insuccesso commerciale. Nel tour successivo Aimee Mann si servì di altri musicisti e di conseguenza il gruppo si poteva considerare sciolto; il batterista Hausman divenne il manager di Aimee Mann, che proseguì per una lunga carriera solista da cantautrice, iniziata solo nel 1992 dopo la risoluzione dei problemi legali con la Epic.

## Discografia

### Album
- 1985 - Voices Carry (19º posto USA)
- 1986 - Welcome Home (49º posto USA)
- 1988 - Everything's Different Now (124º posto USA)
- 1996 - Coming Up Close: A Retrospective (raccolta)

### Singoli
| Anno | Canzone                   | U.S. Hot 100 | U.S. Rock Tracks | Album                      |
| ---- | ------------------------- | ------------ | ---------------- | -------------------------- |
| 1985 | Voices Carry              | 8            | 14               | Voices Carry               |
| 1985 | Looking Over My Shoulder  | 61           | -                | Voices Carry               |
| 1985 | Love in a Vacuum          | -            | -                | Voices Carry               |
| 1986 | What About Love           | 26           | 9                | Welcome Home               |
| 1987 | Coming Up Close           | 59           | 37               | Welcome Home               |
| 1988 | (Believed You Were) Lucky | 95           | 30 1             | Everything's Different Now |
| 1988 | Rip in Heaven             | -            | -                | Everything's Different Now |